# Керносівка
Керно́сівка — село в Україні, в Перещепинській міській громаді Самарівського району Дніпропетровської області. Населення за переписом 2001 року становить 620 осіб.

## Географія
Село Керносівка знаходиться на правому березі каналу Дніпро — Донбас) (або на лівому березі річки Оріль), вище за течією на відстані 5,5 км розташоване село Панасівка, нижче за течією на відстані 1,5 км розташоване село Ганнівка, на протилежному березі — село Великі Бучки. По селу протікає пересихає струмок з загати. Через село проходить автомобільна дорога Т 0412.

## Історія
- Село Керносівка згадується в документах другої половини XVI століття.

## Населення

### Мова
Розподіл населення за рідною мовою за даними перепису 2001 року:
| Мова            | Кількість | Відсоток |
| --------------- | --------- | -------- |
| українська      | 593       | 95.65%   |
| російська       | 17        | 2.74%    |
| інші/не вказали | 10        | 1.61%    |
| Усього          | 620       | 100%     |

## Постаті
Керносівську школу закінчили
- Паращенко Андрій Васильович (1991—2014) — старший солдат Збройних сил України, учасник російсько-української війни.
- Пермяков Дмитро Олександрович (1980—2014) — молодший сержант Міністерства внутрішніх справ України, учасник російсько-української війни.
- Яковлев Олег Миколайович (1973—2014) — сержант Збройних сил України, учасник російсько-української війни, загинув під Іловайськом.

## Економіка
- ТОВ «Агрофірма „Орільське“».
- «Шері лтд» ТОВ.

## Об'єкти соціальної сфери
- Школа.
- Будинок культури.
- Фельдшерсько-акушерський пункт.

## Пам'ятки
Біля села був знайдений керносівський бовван. Відома кам'яна статуя епохи енеоліту, III тис. до н. е. Зберігається в Дніпропетровському національному історичному музеї імені Д. І. Яворницького.

## Кулінарія
Зелений борщ з борщівником є традиційною стравою села.